# Fergus Slattery
John Fergus Slattery (12. února 1949 Dún Laoghaire) je bývalý irský ragbista, který hrál jako rváček. V roce 2015 byl jmenován do Světové ragbyové síně slávy.
V letech 1970–1984 si zahrál v 61 zápasech za irskou reprezentaci, připsal si 12 bodů a v 18 případech byl kapitánem. Třikrát vyhrál Pohár 5 národů (1973, 1974, 1982, 1983). V prvním případě se Irsko stalo vítězem společně s ostatními zeměmi a v posledním případě vyhrálo společně s Francií. Během stejného období odehrál 18 zápasů za Barbarians a získal 17 bodů. V roce 1974 odehrál 4 zápasy za Britské a Irské lvy. Byl kapitánem Irska na turné, kde z osmi zápasů dokázali sedmkrát porazit Austrálii.
Po konci kariéry dělal komentátora pro BBC NI.